# Ypthima micrommatus
Ypthima micrommatus är en fjärilsart som beskrevs av Holland 1887. Ypthima micrommatus ingår i släktet Ypthima och familjen praktfjärilar. Inga underarter finns listade i Catalogue of Life.